# 九戶實親
九戶實親（天文11年－天正19年，即1542年—1591年），是日本戰國時代、安土桃山時代的陸奧國武將。南部氏家臣，父親是九戶信仲，兄長是九戶政實。

## 生涯
實親是南部晴政的女婿。在晴政的實子南部晴繼死後，與義兄石川信直競爭家督落敗。
1591年，與兄長政實共同表明反抗南部家，引起動亂（史稱九戶政實之亂）。之後信直向豐臣秀吉請求援軍，九戶氏被下令討伐，投降後與兄長政實共同被斬殺。